# Combretum aculeatum
Combretum aculeatum är en tvåhjärtbladig växtart som beskrevs av Étienne Pierre Ventenat. Combretum aculeatum ingår i släktet Combretum och familjen Combretaceae. Inga underarter finns listade i Catalogue of Life.

## Bildgalleri

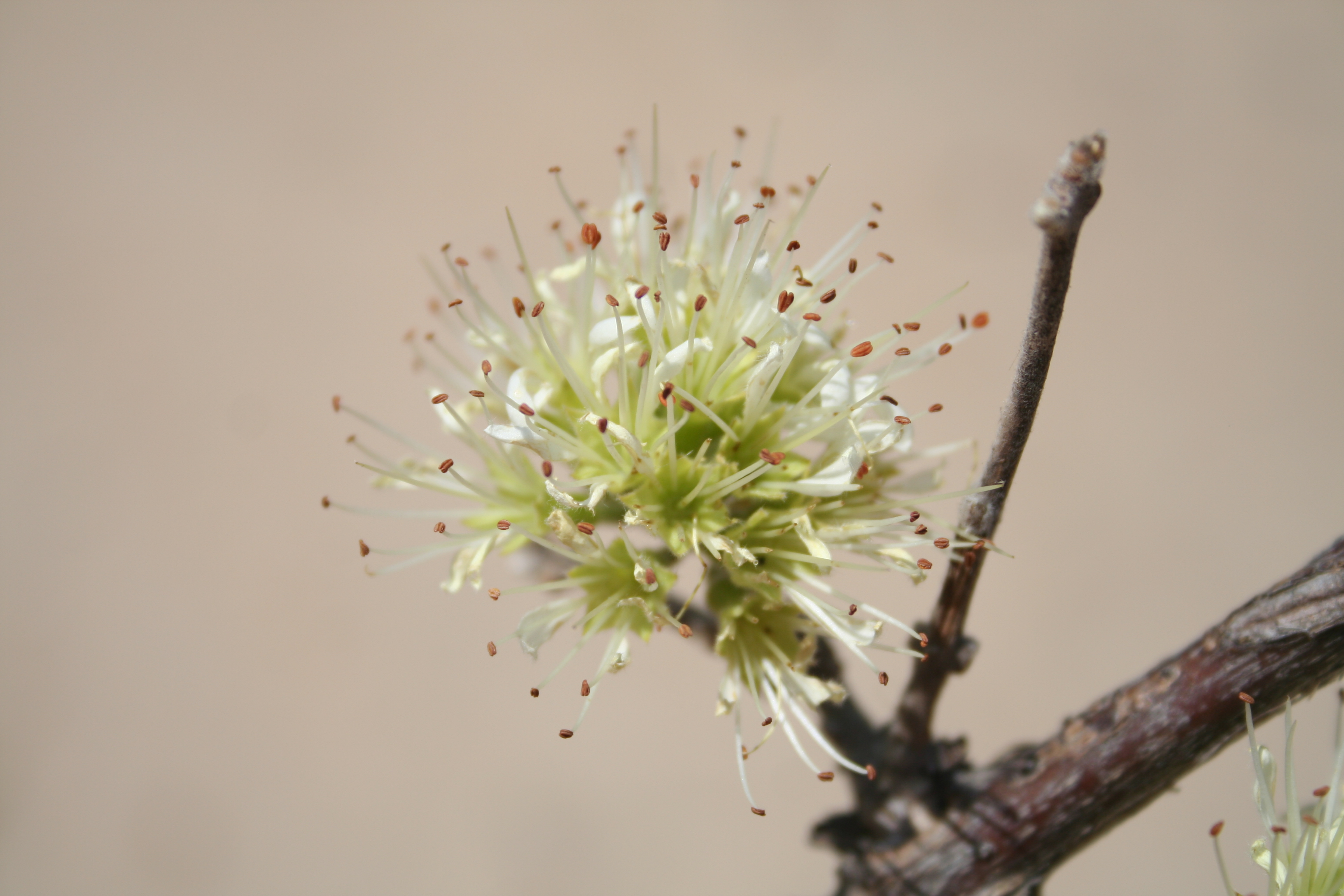